# Луки (Пухов)
Луки (слч. Lúky) насељено је мјесто са административним статусом сеоске општине (слч. obec) у округу Пухов, у Тренчинском крају, Словачка Република.

## Становништво
| Година:    | 1994. | 2004.   | 2014.   | 2024.   |
| ---------- | ----- | ------- | ------- | ------- |
| Број људи: | 942   | 952     | 912     | 901     |
| Разлика:   |       | +1,06 % | -4,20 % | -1,20 % |

| Година:    | 2023. | 2024.   |
| ---------- | ----- | ------- |
| Број људи: | 892   | 901     |
| Разлика:   |       | +1,00 % |

Према подацима о броју становника из 2024. године насеље је имало 901 становника.